# Линьцзы
Линьцзы́ (кит. упр. 临淄, пиньинь Línzī, буквально: «перед рекой Цзыхэ») — район городского подчинения городского округа Цзыбо провинции Шаньдун (КНР).

## История
В XI веке до н. э. в этих местах был построен город Инцю — столица царства Ци. В III веке до н. э. он был захвачен царством Цинь, создавшим первую в истории Китая централизованную империю. Циньскими властями был создан уезд Линьцзы (临淄县), подчинённый области Ци (齐郡).
При империи Западная Хань император У-ди в 117 году до н. э. сделал своего второго сына Лю Хуна Циским ваном с резиденцией в Линьцзы, но тот в 110 году до н. э. скончался. Часть территории современного района в то время входила в состав уездов Дунаньпин (东安平县), Сиань (西安县) и Чанго (昌国县). Во времена диктатуры Ван Мана уезд Линьцзы был переименован в Цилин (齐陵县), а уезд Сиань — в Дуннин (东宁县), но после установления империи Восточная Хань им были возвращены прежние названия.
В эпоху Троецарствия эти земли оказались в составе царства Вэй. В 240 году в западной части современного района появился ещё и уезд Синьвэнь (新汶县), но он просуществовал недолго.
Во времена 16 варварских государств и в эпоху Южных и Северных династий эти земли постоянно меняли владельцев, менялось и их административно-территориальное устройство. После основания империи Суй в 581 году территория современного района оказалась разделена между уездами Иду (益都县), Гаоян (高阳县) и Бэйцю (贝丘县). В 596 году был вновь создан уезд Линьцзы, а в 607 году к нему были присоединены уезды Гаоян и Шишуй (时水县).
После основания в 618 году империи Тан территория современного района оказалась разделена между уездами Линьцзы, Шишуй (воссоздан в 618 году), Аньпин (安平县, создан в 618 году), Бочан (博昌县) и Цзычуань. В 625 году уезд Шишуй был присоединён к уезду Линьцзы, а уезд Аньпин — к уезду Бочан.
После монгольского завоевания уезд Линьцзы был присоединён к уезду Иду, но в 1278 году создан вновь.
В 1950 году был создан Специальный район Цзыбо (淄博专区), и уезд вошёл в его состав. В 1953 году уезд Линьцзы был передан в состав Специального района Чанвэй (昌潍专区). В 1958 году уезд Линьцзы был присоединён к уезду Иду, но в 1961 году воссоздан. В декабре 1969 года уезд Линьцзы был возвращён в состав Цзыбо, став районом городского подчинения.

## Административное деление
Район делится на 5 уличных комитетов и 7 посёлков.